# Grumman E-1 Tracer
E-1 Tracer là loại máy bay cảnh báo sớm trên không chuyên nhiệm đầu tiên được Hải quân Hoa Kỳ sử dụng. Nó được phát triển từ Grumman C-1 Trader và đưa vào biên chế năm 1958. Đầu thập niên 1970, E-1 bị thay thế bằng loại E-2 Hawkeye hiện đại hơn.

## Biến thể

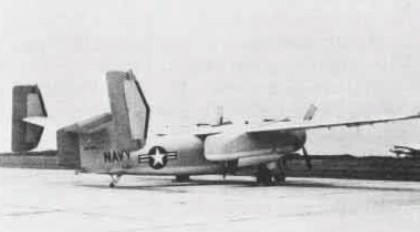
Mẫu thử XTF-1W.

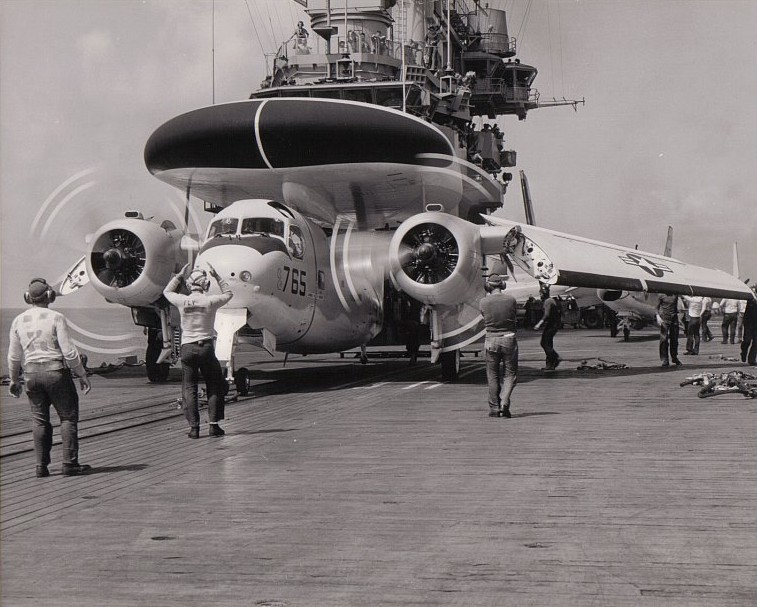
WF-2 thuộc VAW-11 trên tàu USS Hancock năm 1962.

XTF-1W
XWF-1
WF-2
E-1B

## Quốc gia sử dụng
Hoa Kỳ
- Hải quân Hoa Kỳ

## Tính năng kỹ chiến thuật

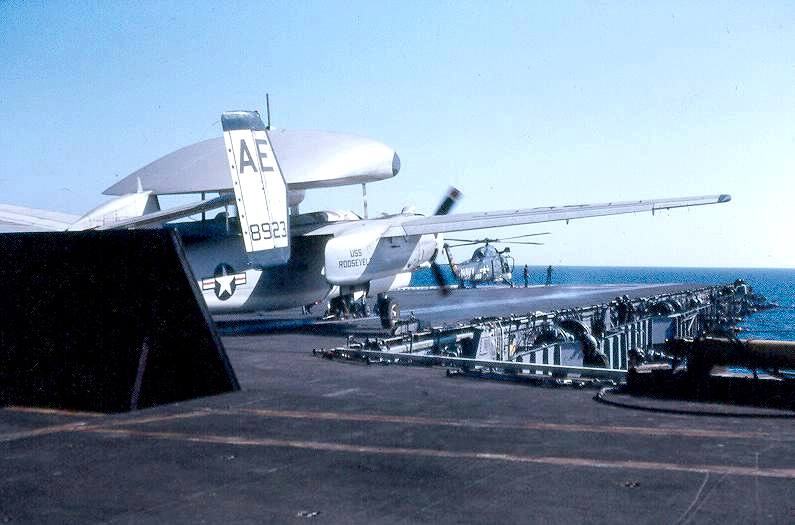
E-1B thuộc VAW-121 Det. 42 trên tàu USS Franklin D. Roosevelt năm 1970

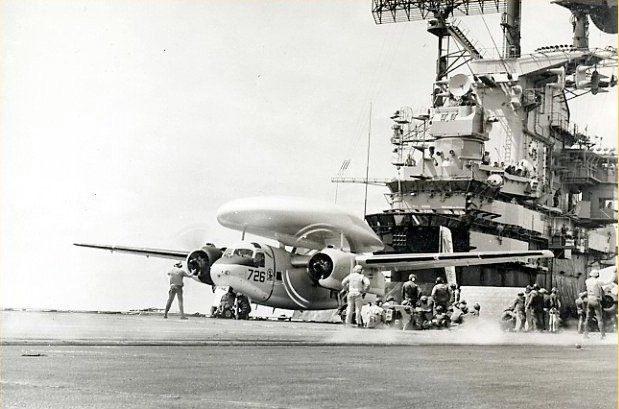
VAW-111 Tracer thuộc tàu USS Bon Homme Richard

Dữ liệu lấy từ Standard Aircraft Characteristics
Đặc điểm tổng quát
- Tổ lái: 4
- Chiều dài: 45 ft 4 in (13,82 m)
- Sải cánh: 72 ft 4 in (22,05 m)
- Chiều cao: 16 ft 10 in (5,13 m)
- Diện tích cánh: 506 sq ft (47 m²)
- Trọng lượng rỗng: 20.638 lb (9.381 kg)
- Trọng lượng có tải: 24.800 lb (11.273 kg)
- Trọng lượng cất cánh tối đa: 26.600 lb (12.091 kg)
- Động cơ: 2 × Wright R-1820-82A Cyclone, 1.525 hp (1.137 kW)  mỗi chiếc

 Hiệu suất bay 
- Vận tốc cực đại: 207 knot (238 mph, 383 km/h) trên độ cao 4.000 ft (1.220 ft)
- Vận tốc hành trình: 142 knot (163 mph, 263 km/h)
- Tầm bay: 900 hải lý (1.035 mi, 1.666 km)
- Thời gian bay: 6,83 h (4,63 h ở cự ly 150 nmi (278 km) ở độ cao 5.000 ft (1.500 m)
- Trần bay: 15.800 ft (4.800 m)
- Vận tốc leo cao: 1.120 ft/phút (5,7 m/s)